# Заря (Татарстан)
 Заря  — поселок в Аксубаевском районе Татарстана. Входит в состав Урмандеевского сельского поселения.

## География
Находится в южной части Татарстана на расстоянии приблизительно 14 км на север по прямой от районного центра поселка Аксубаево.

## История
Основан в 1929 году.

## Население
Постоянных жителей было: в 1938—155, в 1949—169, в 1958—186, в 1970—146, в 1979—108, в 1989 — 62, в 2002 году 73 (чуваши 100 %), в 2010 году 78.